# Giovanni Cernogoraz
Giovanni Cernogoraz (ur. 27 grudnia 1982 w Koprze) – chorwacki strzelec sportowy, mistrz olimpijski z Londynu, specjalizujący się w trapie.
W 2002 roku zdobył brązowy medal w trapie juniorów na mistrzostwach świata w Lahti. Na Igrzyska zakwalifikował się, wygrywając w 2011 roku zawody Pucharu Świata w Pekinie. W 2012 roku w Larnace zdobył indywidualne mistrzostwo Europy. Podczas igrzysk olimpijskich w Londynie zakwalifikował się do finału z wynikiem 122 punktów (ostatnim dającym awans). W finale zdobył 24 punkty na 25 możliwych i wynikiem 146 punktów wyrównał rekord olimpijski. Wygrał po dogrywce, pokonując 6-5 Włocha Massima Fabbriziegoe. Cztery lata później w Rio de Janeiro odpadł w kwalifikacjach i zakończył rywalizację na 9. miejscu. W 2017 roku zdobył brązowy medal mistrzostw Europy w Baku.
Jest żonaty z Sabiną, z którą ma dwoje dzieci: Leonarda i Evę. Mówi po chorwacku, włosku i angielsku.

## Igrzyska olimpijskie
| Igrzyska | Miejscowość    | Konkurencja | Kwalifikacje | Kwalifikacje | Finał | Finał   |
| Igrzyska | Miejscowość    | Konkurencja | Wynik        | Pozycja      | Wynik | Pozycja |
| -------- | -------------- | ----------- | ------------ | ------------ | ----- | ------- |
| IO 2012  | Londyn         | Trap        | 122          | 6. Q         | 146 = | złoto   |
| IO 2016  | Rio de Janeiro | Trap        | 116          | 9.           | NQ    | NQ      |
| IO 2024  | Paryż          | Trap        | 122 + 10     | 7.           | NQ    | NQ      |